# Phoxichilidium quadradentatum
Phoxichilidium quadradentatum är en havsspindelart som beskrevs av Hilton, W.A. 1942. Phoxichilidium quadradentatum ingår i släktet Phoxichilidium och familjen Phoxichilidiidae. Inga underarter finns listade i Catalogue of Life.